# Choustník
Choustník är en ort i Tjeckien.   Den ligger i regionen Södra Böhmen, i den centrala delen av landet, 90 km söder om huvudstaden Prag. Choustník ligger 554 meter över havet och antalet invånare är 521.
Terrängen runt Choustník är lite kuperad.Runt Choustník är det glesbefolkat, med 19 invånare per kvadratkilometer. Närmaste större samhälle är Tábor, 15,9 km nordväst om Choustník. Omgivningarna runt Choustník är en mosaik av jordbruksmark och naturlig växtlighet.